# Liste der Stolpersteine in Stade
Die Liste der Stolpersteine in Stade enthält die Stolpersteine, die im Rahmen des gleichnamigen Projekts von Gunter Demnig in Stade verlegt wurden. Mit ihnen soll Opfern des Nationalsozialismus gedacht werden, die in Stade ihren letzten frei gewählten Wohnort hatten.

## Liste der Stolpersteine
| Nachname        | Vorname      | Jahrgang | Gestorben | Deportationsort | Inschrift | Bild         | Verlegeort                    | Verlegedatum |
| --------------- | ------------ | -------- | --------- | --------------- | --- | ------------ | ----------------------------- | ------------ |
| Bachleda-Zarski | Kazimierz    | 1925     | 1943      |                 | Hier öffentlich gehängt Kazimierz Bachleda-Zarski Jg. 1925 Polen Zwangsarbeit 1940 Seit 1942 mehrmals inhaftiert ermordet 7.10.1943 Alter Schiessstand        | Stolperstein | Sachsenstraße / Ecke Ahornweg | 28.06.2020   |
| Becker          | Adolf        | 1881     | 1941      | Weilmünster     | Hier wohnte Adolf Becker JG. 1881 Eingewiesen 1939 Rotenburger Anstalten 1941 'Heilanstalt' Weilmünster Ermordet 1.11.1941                                    | Stolperstein | Hagedorn 8                    | 19.04.2010   |
| Davids          | Otto         | 1898     | 1942      | Izbica          | Hier wohnte Otto Davids Jg. 1898 Eingewiesen 1940 'Heilanstalt' Bendorf-Sayn Deportiert 1942 Izbica Ermordet                                                  | Stolperstein | Harsefelder Straße 31         | 21.02.2011   |
| Davids          | Bertha Bella | 1865     | 1942      | Theresienstadt  | Hier wohnte Bertha Davids Geb. Spier Jg. 1865 Deportiert 1942 Theresienstadt Tot 15.9.1942                                                                    | Stolperstein | Harsefelder Straße 31         | 21.02.2011   |
| de Jonge        | Fritz        | 1876     | 1942      | Theresienstadt  | Hier wohnte Fritz de Jonge Jg. 1876 Heimatort 1942 verlassen Deportiert 1942 Theresienstadt Tot 9.10.1942                                                     | Stolperstein | Im Neuwerk 4                  | 19.04.2010   |
| Freudenstein    | Frieda       | 1864     | 1942      | Theresienstadt  | Hier wohnte Frieda Freudenstein Geb. Frenkel JG. 1864 Heimatort 1940 verlassen Deportiert 1942 Theresienstadt Ermordet 1942 in Treblinka                      | Stolperstein | Harsefelder Straße 2          | 19.04.2010   |
| Friedlaender    | Fritz        | 1920     | 1941      | Mauthausen      | Hier wohnte Fritz Friedlaender Jg. 1920 Flucht 1938 Holland Verhaftet 1941 Deportiert 1941 Mauthausen Tot 11.9.1941                                           | Stolperstein | Im Neuwerk 9                  | 21.02.2011   |
| Heidemann       | Adolf        | 1887     | 1941      | Riga            | Hier wohnte Adolf Heidemann Jg. 1887 Heimatort 1939 Verlassen Deportiert 1941 Riga Ermordet 6.12.1941                                                         | Stolperstein | Bremervörder Straße 31        | 21.02.2011   |
| Heidemann       | Therese      | 1891     | 1941      | Riga            | Hier wohnte Therese Heidemann Geb. Senior Jg. 1891 Heimatort 1939 Verlassen Deportiert 1941 Riga Ermordet 6.12.1941                                           | Stolperstein | Bremervörder Straße 31        | 21.02.2011   |
| Jagemann        | Peter        | 1920     | 1941      | Weilmünster     | Hier wohnte Peter Jagemann Jg. 1920 Eingewiesen 1939 Rotenburger Anstalten Verlegt 1941 'Heilanstalt' Weilmünster Ermordet 19.11.1941                         | Stolperstein | Brunshausen 4                 | 21.02.2011   |
| Matthies        | Diedrich     | 1889     | 1940      | Sachsenhausen   | Hier wohnte Diedrich Matthies Jg. 1889 Zeuge Jehovas Mehrfach verhaftet 1939 Sachsenhausen Ermordet 20.3.1940                                                 | Stolperstein | Inselstraße 4                 | 19.04.2010   |
| Meyer           | Elisabeth    | 1886     | 1944      | Ravensbrück     | Hier wohnte Elisabeth Meyer Geb. Stein Jg. 1886 Verhaftet 1943 'Rundfunkvergehen' Deportiert Ravensbrück Ermordet 21.4.1944                                   | Stolperstein | Kalkmühlenstraße 9            | 19.04.2010   |
| Nathan          | Joseph       | 1884     | 1942      | Minsk           | Hier wohnte Joseph Nathan Jg. 1884 Deportiert 1941 Minsk Ermordet 28.7.1942                                                                                   | Stolperstein | Klaus-Groth-Straße 13         | 21.02.2011   |
| Pogoda          | Frieda       | 1883     | 1941      | Hadamar         | Hier wohnte Frieda Pogoda Geb. Kempin Jg. 1883 Seit 1918 mehrmals eingewiesen Heilanstalt Lüneburg 'verlegt' 16.6.1941 Hadamar ermordet 16.6.1941 'Aktion T4' | Stolperstein | Flutstraße 6                  | 28.06.2020   |
| Querhammer      | Minna        | 1886     | 1941      | Weilmünster     | Hier wohnte Minna Querhammer Jg. 1886 Eingewiesen 1939 Rotenburger Anstalten Verlegt 1941 'Heilanstalt' Weilmünster Ermordet 8.10.1941                        | Stolperstein | Frommholdstraße 31            | 21.02.2011   |
| Rösing          | Egon         | 1932     | 1942      | Lüneburg        | Hier wohnte Egon Rösing Jg. 1932 Eingewiesen 1939 Rotenburger Anstalten Verlegt 1941 'Heilanstalt' Lüneburg Ermordet 2.2.1942                                 | Stolperstein | Harsefelder Straße 36         | 21.02.2011   |
| Schragenheim    | Johanna      | 1859     | 1942      | Theresienstadt  | Hier wohnte Johanna Schragenheim Jg. 1859 Deportiert 1942 Theresienstadt Tot 26.9.1942                                                                        | Stolperstein | Salzstraße 16                 | 19.04.2010   |
| Siebe           | Wilhelmine   | 1897     | 1943      |                 | Hier wohnte Wilhelmine Siebe Geb. Schmidt Jg. 1897 Gedemütigt/Entrechtet Flucht in den Tod 28.10.1943                                                         | Stolperstein | Kerstenstraße 2               | 19.04.2010   |
| Uhlendorf       | Betty        | 1936     | 1942      | Lüneburg        | Hier wohnte Betty Uhlendorf Jg. 1936 Eingewiesen 1940 Rotenburger Anstalten Verlegt 1941 'Heilanstalt' Lüneburg Ermordet 18.10.1942                           | Stolperstein | Ostmarkstraße 11              | 21.02.2011   |
| Vogel           | Fritz        | 1920     | 1942      | Günzburg        | Hier wohnte Fritz Vogel Jg. 1920 Eingewiesen 1938 Rotenburger Anstalten Verlegt 1941 'Heilanstalt' Günzburg Ermordet 10.7.1942                                | Stolperstein | Friesenstraße 15              | 21.02.2011   |
| Waller          | Heinrich     | 1889     | 1948      | Sachsenhausen   | Hier wohnte Heinrich Waller Jahrgang 1889 verhaftet 1943 Arbeitserziehungslager Bremen-Farge 1944 Sachsenhausen Ravensbrück Misshandelt Tot an Folgen         | Stolperstein | Sachsenstraße 40              | 21.02.2011   |
| Waller          | Margarethe   | 1894     |           | Ravensbrück     | Hier wohnte Margarethe Waller geb. Fligge Jg. 1894 Verhaftet 1943 Ravensbrück Überlebt                                                                        | Stolperstein | Sachsenstraße 40              | 21.02.2011   |
| Wertheim        | Moritz       | 1880     | 1943      | Sobibor         | Hier wohnte Moritz Wertheim Jg. 1880 Flucht 1939 Holland Verhaftet 1940 Interniert Westerbork Deportiert 1943 Sobibor Ermordet 23.4.1943                      | Stolperstein | Teichstraße 6                 | 19.04.2010   |